# Municipio de Beverly (Illinois)
El municipio de Beverly (en inglés: Beverly Township) es un municipio ubicado en el condado de Adams en el estado estadounidense de Illinois. En el año 2010 tenía una población de 406 habitantes y una densidad poblacional de 4,28 personas por km².

## Geografía
El municipio de Beverly se encuentra ubicado en las coordenadas 39°48′23″N 90°57′31″O / 39.80639, -90.95861. Según la Oficina del Censo de los Estados Unidos, el municipio tiene una superficie total de 94.96 km², de la cual 94,83 km² corresponden a tierra firme y (0,14 %) 0,13 km² es agua.

## Demografía
Según el censo de 2010, había 406 personas residiendo en el municipio de Beverly. La densidad de población era de 4,28 hab./km². De los 406 habitantes, el municipio de Beverly estaba compuesto por el 98,28 % blancos, el 0,49 % eran amerindios, el 0,49 % eran de otras razas y el 0,74 % eran de una mezcla de razas. Del total de la población el 1,48 % eran hispanos o latinos de cualquier raza.